# Barbie (filme)
Barbie (ago/bra/prt: Barbie) é um filme estadunidense dos gêneros comédia e fantasia dirigido por Greta Gerwig, com o roteiro co-escrito com Noah Baumbach. O filme é baseado na franquia de bonecas Barbie, produzida pela empresa multinacional Mattel, sendo o primeiro filme da franquia em formato de live-action depois de uma série de filmes em animação diretos para digital video disc e séries de televisão. Estrelado por Margot Robbie e Ryan Gosling como Barbie e Ken, respectivamente, o filme ainda apresenta um elenco diverso.
O desenvolvimento do filme começou originalmente em 2009 na Universal Pictures e depois passou para a Sony Pictures. Após várias mudanças de escritores e a escolha de duas atrizes diferentes para interpretar o personagem-título, o contrato com a Sony expirou e os direitos foram transferidos para a Warner Bros. Pictures. Robbie foi escalada em 2019 e também atua como produtora pela LuckyChap Entertainment ao lado da Mattel Films e da Heyday Films. Gerwig foi confirmada como diretora e coroteirista com Baumbach em 2021. As filmagens começaram em março de 2022 na Warner Bros. Studios, Leavesden, na Inglaterra.
Barbie teve sua première no Shrine Auditorium em Los Angeles no dia 09 de julho de 2023 e foi lançado nos Estados Unidos em 21 de julho de 2023 pela Warner Bros Pictures. No geral, o filme foi um sucesso de público e crítica, sendo a melhor estreia (em bilheteria) de 2023. Nomeado um dos dez melhores filmes de 2023 pela National Board of Review e pelo American Film Institute, Barbie ganhou várias honrarias, incluindo oito indicações ao Oscar (incluindo "Melhor Filme", "Melhor Ator Coadjuvante" para Gosling e "Melhor Atriz Coadjuvante" para Ferrera), ganhando Melhor Canção Original por "What Was I Made For?". Barbie também ganhou dois prêmios Globo de Ouro (Realização Cinematográfica e de Bilheteria e Melhor Canção Original por "What Was I Made For?").

## Enredo
A Barbie estereotipada ("Barbie") e uma grande variedade de colegas Barbies residem na Barbielândia, uma sociedade matriarcal onde todas as mulheres são autoconfiantes, autossuficientes e bem-sucedidas. Enquanto suas contrapartes Ken passam seus dias em atividades recreativas na praia, as Barbies ocupam todos os cargos importantes, como médicos, advogados e políticos. O Ken praiano ("Ken"), namorado de Barbie, só fica feliz quando está com Barbie e busca um relacionamento mais próximo, mas Barbie o rejeita em favor da independência e das amizades femininas.
Durante uma festa de dança, Barbie de repente se preocupa com a mortalidade. No dia seguinte, ela descobre que não consegue mais completar sua rotina habitual e descobre que seus pés ficaram chatos e ela tem celulite. Barbie estranha, uma pária sábia, mas desfigurada, diz a ela que para curar sua doença ela deve viajar para o mundo real e encontrar a criança brincando com ela. Em seu caminho para o mundo real, Barbie encontra Ken escondido em seu conversível e relutantemente permite que ele se junte a ela.
Chegando a Venice Beach em Los Angeles, Califórnia, a dupla causa várias travessuras e é presa, alarmando o CEO da Mattel, que ordena sua captura. Barbie rastreia sua dona, uma adolescente chamada Sasha, que a critica por encorajar padrões de beleza irrealistas.  Perturbada, Barbie descobre que Gloria, funcionária da Mattel e mãe de Sasha, é a catalisadora de sua crise existencial. Gloria começou a brincar com os brinquedos de Sasha enquanto experimentava sua própria crise de identidade, transferindo inadvertidamente suas preocupações para a Barbie. Gloria e Sasha resgatam Barbie do CEO da Mattel e seus subordinados, e as três viajam juntas para a Barbielândia.
Enquanto isso, Ken aprende sobre o sistema patriarcal e se sente importante e aceito pela primeira vez. Voltando à Barbielândia, ele convence os outros Kens a assumirem o controle e as Barbies são subjugadas a papéis submissos, como empregadas domésticas, donas de casa e namoradas agradáveis. Barbie chega e tenta convencer Ken e as Barbies a voltarem a ser como eram, mas é rejeitada. Ela fica deprimida, mas Gloria a inspira com um discurso sobre os problemas de ser mulher. Com o incentivo de Sasha, Gloria, Barbie estranha, Allan e outras Barbies fora de transe, libertam as diversas outras Barbies dos Kens.  Elas manipulam os bonecos para lutar entre si, permitindo que as Barbies recuperem seu poder sistêmico e impedindo os Kens de alterar a constituição da Barbielândia para consagrar a superioridade masculina. Como concessão, os Kens recebem um papel menor na sociedade da Barbielândia.
Barbie e Ken pedem desculpas um ao outro e reconhecem suas falhas. Ken lamenta não ter identidade ou propósito sem a Barbie, ao que a Barbie o encoraja a encontrar uma identidade autônoma. Barbie, que permanece insegura sobre seu próprio propósito e identidade, encontra o espírito da co-fundadora da Mattel, Ruth Handler, que explica que a história da Barbie não tem um final definido e sua história em constante evolução supera a de suas raízes.
Barbie decide se tornar humana e retornar ao mundo real.  Algum tempo depois, Gloria, seu marido e Sasha levam Barbie, agora com o nome de "Barbara Handler", à sua primeira consulta ao ginecologista.

## Elenco
- Margot Robbie como Barbie, também referida como "Barbie Estereotipada"[12][13]
- Diferentes variações interpretadas por:
  - Kate McKinnon como Barbie Estranha[14][15]
  - Issa Rae como Barbie Presidente[16][15]
  - Hari Nef como Barbie Médica[15]
  - Alexandra Shipp como Barbie Escritora[17][15]
  - Emma Mackey como Barbie Física[18][15]
  - Sharon Rooney como Barbie Advogada[16]
  - Ana Cruz Kayne como Barbie Juíza[16][15]
  - Dua Lipa como Barbie Sereia[19][15]
  - Nicola Coughlan como Barbie Diplomata[16][15]
  - Ritu Arya como Barbie Jornalista[16][15]
  - Marisa Abela como Barbie Princesa[20]
- Ryan Gosling como Ken[21]
- Diferentes variações interpretadas por:
  - Kingsley Ben-Adir como Ken #1[16]
  - Simu Liu como Ken #2[22][23][15]
  - Scott Evans como Ken #3[16]
  - Ncuti Gatwa como Ken #4[22][16]
  - Rob Brydon como Ken Sugar Daddy[16]
  - Tom Stourton as Earring Magic Ken[24]
  - John Cena como Ken Tritão[25][26]
- America Ferrera como Gloria, uma funcionária da Mattel que ajuda Barbie no mundo real[27]
- Michael Cera como Allan[15]
- Ariana Greenblatt como Sasha, filha de Gloria[28][29]
- Rhea Perlman como Ruth Handler, criadora da Barbie[1]
- Helen Mirren como narradora[15]
- Will Ferrell como diretor executivo da Mattel[30]
- Jamie Demetriou como diretor financeiro da Mattel
- Connor Swindells como Aaron Dinkins, um funcionário da Mattel
- Emerald Fennell como Midge[16]
- Erica Ford como Skipper[31]
  - Hannah Khalique-Brown como "Growing Up" Skipper[32]
- Ann Roth como mulher sentada no banco[33]
- Ryan Piers Williams como marido de Gloria[34]

### Dublagem brasileira
- Direção de dublagem: Flávia Fontenelle[35]

Elenco
- Flávia Saddy como Barbie (Margot Robbie)[36]
- Manolo Rey como Ken (Ryan Gosling)[36]
- Alexia Vitória como Barbie Médica (Hari Nef)[35]

## Produção

### Desenvolvimento
O desenvolvimento de um filme baseado na linha de brinquedos da Barbie começou em 2009, quando foi anunciado que a Mattel havia assinado uma parceria com a Universal Pictures para produzir e com Laurence Mark como produtor, mas isso não se concretizou. Em abril de 2014, a Mattel se uniu à Sony Pictures para produzir o projeto, que teria Jenny Bicks escrevendo o roteiro e Laurie Macdonald e Walter F. Parkes produzindo através de sua produtora Parkes+MacDonald Image Nation. As filmagens na época estavam previstas para começar até o final do ano. Em março de 2015, Diablo Cody foi trazida para o projeto para reescrever o roteiro, e Amy Pascal se juntou à equipe de produção. A Sony voltaria a reescrever o roteiro no final daquele ano, contratando Lindsey Beer, Bert V. Royal e Hilary Winston para escrever rascunhos.
Em dezembro de 2016, Amy Schumer entrou em negociações para estrelar como o papel-título, com o roteiro de Winston sendo usado que seria reescrito por Winston e sua irmã Kim Caramele. Em março de 2017, devido a conflitos de agendamento com o início das filmagens planejado para junho de 2017, Schumer sairia das negociações. Em julho de 2017, Anne Hathaway começou a circular para o papel-título, com a Sony contratando Olivia Milch para reescrever o roteiro e abordando Alethea Jones para dirigir como um meio de interessar Hathaway em assinar. Jones seria anexada à direção em março de 2018. No entanto, após a expiração do contrato com a Sony sobre o projeto em outubro de 2018 e sua transferência para a Warner Bros. Pictures veria as saídas de Hathaway, Jones, Macdonald, Parkes e Pascal. Margot Robbie entraria nas primeiras negociações para o papel, com Patty Jenkins circulando brevemente pela posição de diretora. A escalação de Robbie seria confirmada em janeiro de 2019, com Greta Gerwig e Noah Baumbach agora escrevendo o roteiro. Gerwig assinaria oficialmente para dirigir o filme em julho de 2021. Robbie afirmou que o objetivo do filme é subverter as expectativas e dar ao público "aquilo que você não sabia que queria".

### Roteiro
Gerwig e Baumbach tiveram total liberdade criativa para escrever o filme. Eles colaboraram no roteiro durante os bloqueios da pandemia de COVID-19 de 2020–2021 e descreveram o processo de escrita como "aberto" e "livre". Para o tratamento do filme, Gerwig havia originalmente escrito um poema abstrato sobre a Barbie, no estilo do Credo dos Apóstolos. Para o arco narrativo, ela foi parcialmente inspirada pelo livro de não ficção de 1994, Reviving Ophelia, de Mary Pipher, que relata os efeitos das pressões sociais sobre as adolescentes americanas. Ela também encontrou inspiração em musicais clássicos em Technicolor, como The Red Shoes e Les Parapluies de Cherbourg, que ela citou dizendo: "Eles têm um nível tão alto do que passamos a chamar de artificialidade autêntica. Você tem um céu pintado em um estúdio de som. O que é uma ilusão, mas também está realmente lá. O pano de fundo pintado está realmente lá. A tangibilidade do artifício é algo a que continuamos voltando".

### Escolha do elenco
Em outubro, Ryan Gosling entrou nas negociações finais para se juntar ao elenco como Ken. Em fevereiro de 2022, America Ferrera, Simu Liu, e Kate McKinnon se juntaram ao elenco. Ariana Greenblatt, Alexandra Shipp e Emma Mackey foram adicionadas em março. Will Ferrell, Issa Rae, Michael Cera, Hari Nef, Kingsley Ben-Adir, Rhea Perlman, Ncuti Gatwa, Emerald Fennell, Sharon Rooney, Scott Evans, Ana Cruz Kayne, Connor Swindells, Ritu Arya e Jamie Demetriou foram adicionados ao elenco em abril. Em maio de 2022, Dua Lipa foi adicionada ao elenco. Em julho, Marisa Abela foi adicionada ao elenco.
Durante o processo de escolha do elenco, Gerwig e Robbie procuraram atrizes com "energia Barbie" (que é descrita como "uma certa combinação inefável de beleza e exuberância"). Mackey revelou em uma entrevista de 2022 para a Empire que grande parte do elenco de apoio interpretará várias iterações de Barbie e Ken. Em entrevista à Vogue em maio de 2023, Robbie revelou que queria a atriz Gal Gadot como uma Barbie para o filme, mas Gadot não estava disponível devido ao agendamento. Helen Mirren narrou o trailer do filme e também filmou uma breve participação especial para o filme.

### Filmagens
As filmagens começaram no Reino Unido em março de 2022, na Warner Bros. Studios, Leavesden, e finalizadas em 21 de julho de 2022. Entre os locais de filmagem notáveis estava o Venice Beach Skatepark em Los Angeles, Califórnia. Rodrigo Prieto foi o diretor de fotografia, e Jacqueline Durran serviu como figurinista. As refilmagens aconteceram em Los Angeles em abril de 2023. O orçamento foi de 145 milhões de dólares.

### Cenografia
Sarah Greenwood e Katie Spencer atuam como cenógrafo e decorador, respectivamente, no filme. Para a Barbie Dreamhouse, a dupla se inspirou na arquitetura modernista de meados do século encontrada em Palm Springs, incluindo a Kaufmann Desert House de Richard Neutra, bem como a fotografia de Slim Aarons. Gerwig queria capturar "o que havia de tão ridiculamente divertido nas Dreamhouses", aludindo a seus modelos anteriores, e fez referência à Pee-wee's Big Adventure, às pinturas de Wayne Thiebaud e ao apartamento de Gene Kelly no musical Technicolor de 1951, An American in Paris. "Tudo precisava ser tátil, porque os brinquedos são, acima de tudo, coisas que você toca" Gerwig foi citado dizendo sobre o uso de efeitos práticos em vez de CGI para capturar o céu e as montanhas de San Jacinto.

### Figurino
A figurinista Jacqueline Durran, que já colaborou com Gerwig em Little Women (2019), empregou uma abordagem prática para criar o guarda-roupa de uma Barbie: "A característica que define o que ela veste é para onde ela está indo e o que está fazendo, é estar completamente vestida para seu trabalho ou tarefa". Para combinar com o cenário da Barbielândia do filme, Durran e sua equipe criaram figurinos feitos de cerca de quinze combinações de cores "que remetem à ideia de uma praia da Costa Azul no início dos anos 1960" e se inspiraram na atriz francesa Brigitte Bardot. Para os looks de Ken, Durran zerou um look composto por roupas esportivas coloridas dos anos 1980, enquanto o ator Ryan Gosling sugeriu uma cueca com a marca Ken para o personagem. Durran adaptou roupas de iterações anteriores das bonecas Barbie, como as bonecas "Western Stampin'" de 1993 e as bonecas "Hot Skatin'" de 1994. Ela observa as bonecas Barbie como "uma forma muito útil de olhar para diferentes ideias de feminilidade: o que isso significa, quem é o dono e a quem se destina" e refletiu essa ideia em como ela veste os personagens. Embora a maioria das roupas apresentadas no filme tenha sido adquirida por Durran e sua equipe, eles também retiraram peças dos arquivos de moda da Chanel.

### Música
Alexandre Desplat, que já colaborou com Gerwig em Little Women (2019), foi confirmado para colaborar na trilha sonora do filme no início de setembro de 2022. No entanto, em maio de 2023, Desplat havia deixado o projeto devido a conflitos de agendamento, com Mark Ronson e Andrew Wyatt assumindo as funções de pontuação.
O álbum da trilha sonora do filme, intitulado Barbie: The Album, foi lançado em 21 de julho de 2023, para coincidir com o lançamento do filme.
O primeiro single do álbum, "Dance the Night", de Dua Lipa, foi lançado como o primeiro single em 25 de maio de 2023. O segundo single, Watati", de Karol G, foi lançado em 2 de junho de 2023. O terceiro single, "Angel", de PinkPantheress, foi lançado em 9 de junho de 2023. O quarto single, "Barbie World", uma nova versão da música "Barbie Girl" de 1997 do grupo musical dinamarquês Aqua, gravada pelas rappers Nicki Minaj e Ice Spice, foi lançado em 23 de junho de 2023.

## Lançamento

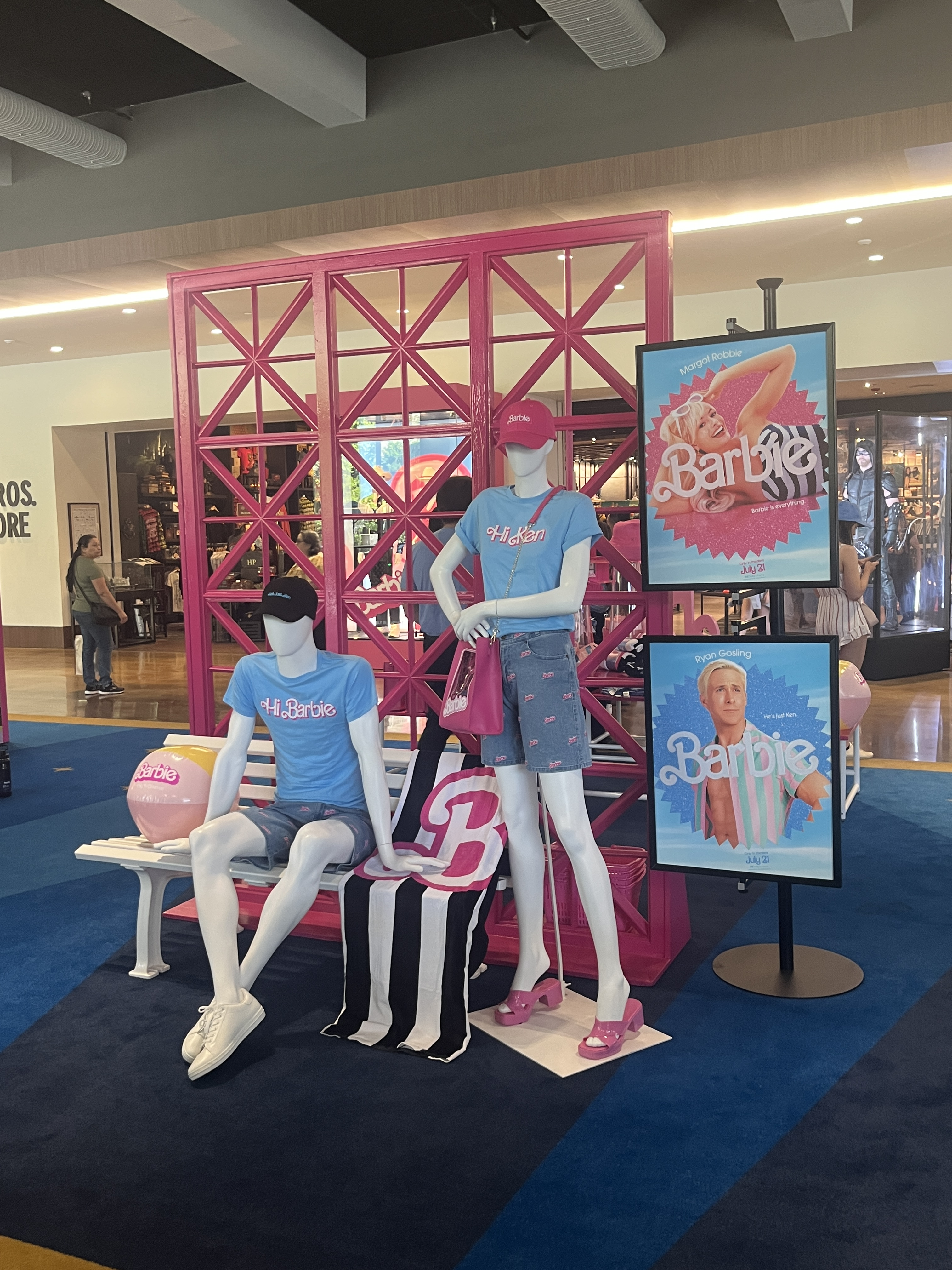
Merchandising do filme da Barbie no Warner Bros Studio Tour Hollywood de Los Angeles.

Barbie foi lançado nos cinemas dos Estados Unidos no mesmo dia que o filme de longa metragem Oppenheimer, em 21 de julho de 2023, pela Warner Bros. Pictures. O filme foi provisoriamente agendado para ser lançado em 2 de junho de 2017, 12 de maio de 2017, 29 de junho de 2018, 8 de agosto de 2018 e 8 de maio de 2020. Em Portugal e no Brasil, o filme foi lançado em 20 de julho de 2023, e em Angola, em 21 de julho de 2023. Em 18 de julho, a Warner Bros afirmou que Barbie teve a maior quantidade de ingressos vendidos numa pré-venda na história da empresa no território brasileiro.
Em 3 de julho de 2023, a distribuição doméstica do filme foi proibida pelo Vietnã por causa de uma cena com um mapa que mostra o território reivindicado unilateralmente pela China no Mar do Sul da China.

## Recepção

### Bilheteria
Nos Estados Unidos e no Canadá, Barbie estreou ao lado de Oppenheimer, sendo exibido em 4 243 salas no seu primeiro fim de semana, com a Warner Bros projetando cerca de US$ 75 milhões feitos na bilheteria inicial. Na sua semana de lançamento, AMC Theatres anunciou que mais de 40 000 membros do AMC Stubs haviam garantido seus ingressos na pré-venda para ambos os filmes no primeiro dia. Após arrecadar cerca de US$ 70,5 milhões de dólares no primeiro dia (incluindo US$ 22,3 milhões nas prévias de quarta e quinta-feira a noite, a melhor marca de 2023), a imprensa projetou que o longa arrecadaria cerca de US$ 161 milhões no seu primeiro fim de semana na América do Norte. De fato, até 23 de julho, após seu primeiro fim de semana, Barbie arrecadou em torno de US$ 162 milhões nos Estados Unidos e no Canadá (a melhor estreia de 2023) e US$ 194,3 milhões pelo mundo, com uma bilheteria global inicial de US$ 356,3 milhões. Foi assim a melhor estreia de 2023 e estabeleceu o recorde para qualquer filme que não fosse uma sequência, remake ou filme de super-herói. Após seu primeiro final de semana, Barbie superou The Dark Knight (2008) como a maior receita bruta de segunda-feira de todos os tempos para um filme da Warner Bros, arrecadando cerca de US$ 26,1 milhões. No seu segundo final de semana, o filme arrecadou US$ 92 milhões, uma queda de 43%, que foi o melhor segundo fim de semana de um filme da Warner Bros. e o sétimo maior de todos os tempos.
Fora da América do Norte, Barbie arrecadou US$ 194,3 milhões de dólares em 69 países no seu primeiro final de semana. No Reino Unido, o filme abriu com US$ 24,2 milhões, sendo a melhor estreia do ano. Na França, arrecadou cerca de US$ 10,2 milhões de dólares, sendo a melhor performance da Warner Bros naquele país desde Joker (2019). No final de semana seguinte, Barbie arrecadou cerca de US$ 122,2 milhões pelo mundo, uma queda de apenas 32%. O filme permaneceu como a maior bilheteria em 57 mercados. No seu segundo final de semana, no Brasil tornou-se o filme de maior bilheteria de 2023, bem como o lançamento de maior bilheteria da Warner Bros naquele país. Na Austrália, o filme teve a segunda maior semana da história do cinema daquela nação, angariando cerca de US$ 30,6 milhões depois de duas semanas. No Reino Unido, Barbie começou a superar o total de dez dias de Harry Potter e as Relíquias da Morte – Parte 2 como o filme de maior bilheteria da região, em seu segundo final de semana. Em menos de quinze dias em cartaz, Barbie dominava cinco grandes mercados, como Reino Unido (US$ 61,5 milhões), México (US$ 41,4 milhões), Brasil (US$ 33,5 milhões), Austrália (US$ 30,6 milhões) e China (US$ 25,2 milhões).
Em seu terceiro final de semana o filme alcançou a marca de US$ 1 bilhão em sua bilheteria global, tornando-se até o momento o maior filme da história do estúdio Warner Bros. Terminou com US$1,446 bilhão em bilheteria mundial sendo a maior da Warner Bros.

### Crítica
No site agregador de críticas Rotten Tomatoes, Barbie teve um índice de aprovação de 88% baseado em 459 resenhas, com uma nota média de 7,9 (de 10). O consenso da crítica dizia: "Barbie é uma comédia visualmente deslumbrante cujo meta-humor é inteligentemente complementado por uma narrativa subversiva". Já no Metacritic, que dá uma média ponderada, o filme teve uma nota de 80 (de 100), baseado em 67 críticas, indicando "aclamação universal". A recepção da audiência, segundo o CinemaScore, foi muito positiva, dando uma nota "A" (numa escala de A+ a F), enquanto o PostTrak deu um índice de aprovação pelo público de 89%, com cerca de 79% das pessoas dizendo que definitivamente recomendariam o filme.
No geral, o filme foi muito bem recebido pelo público e pela crítica, sendo elogiado pelas atuações do elenco principal e seus aspectos técnicos, mas criticas foram direcionados a natureza "autoconsciente" do longa principalmente após a primeira meia hora. Stephanie Zacharek, da revista Time, afirmou que Barbie é um filme feminista "apenas de forma mais dispersa" e que não era "subversivo".
Lovia Gyarke, do The Hollywood Reporter, chamou o filme de um "ato de equilíbrio complicado de fidelidade corporativa e subversão", elogiando a direção de Gerwig, a cenografia, figurinos, trilha sonora e atuações, mas criticou a "politicagem confusa e aterrissagem emocional rasa". Em sua resenha para o Chicago Tribune, Michael Phillips chamou Barbie de "um exemplo adorável e excentricamente imaginativo de extensão de marca e comercialismo cru e desenfreado", aplaudiu o design de produção e resumiu: "A parceria crucial aqui é aquela entre diretor e performer, Gerwig e Robbie; qualquer coisa que o roteiro verbalmente hábil de Gerwig e Baumbach exija, desde a primeira lágrima de Barbie até a piada final, Robbie lida com precisão infalível". Richard Brody, do The New Yorker, chamou o filme de "brilhante, bonito e muito divertido", afirmando que a "visão vertiginosamente estilizada de uma boneca ganhando vida é um caso sério para a arte de adaptar até mesmo a mais higienizada propriedade intelectual" e elogiou a direção "livre e selvagem", bem como a estética visual "profusa e requintada". Já Peter Debruge, da Variety, elogiou o humor por "nos dar permissão para desafiar o que a Barbie representa" e elogiou a atuação de Gosling, mas concluiu que o filme é uma "experiência intelectual, não emocional, baseada principalmente na nostalgia do público". Camilla Long, do The Times, escreveu que o filme apresentava o "rosa, estridente e ganancioso corporativo" da Mattel, tentando estar "à frente da curva do sexismo", mas "acabou sendo igualmente sexista" por retratar que "os homens são estúpidos, vão à academia, comandam tudo e não se importam com as mulheres, enquanto as mulheres são vítimas sensatas, esforçadas, mas em última análise, em conflito".

### Premiações
O National Board of Review e o American Film Institute nomearam Barbie como um dos dez melhores filmes de 2023. O álbum da trilha sonora e a trilha sonora do filme receberam doze indicações no Grammy Awards de 2024. Barbie empatou com Cabaret (1972) pelo segundo maior número de indicações na história do Globo de Ouro, ganhando nove posições na 81ª edição. Ganhando dezoito indicações em sua 29ª cerimônia, o filme recebeu o maior número de indicações na história do Prêmios Critics' Choice Movie.
O filme recebeu oito indicações no 96º Academy Awards, incluindo "Melhor Filme", "Melhor Roteiro Adaptado", "Melhor Ator Coadjuvante" (Gosling), "Melhor Atriz Coadjuvante" (Ferrera) e duas indicações para "Melhor Canção Original" (por "I'm Just Ken" e "What Was I Made For?"). Eventualmente, ganhou o Oscar de "Melhor Canção Original" (por "What Was I Made For?").
A não indicação de Margot Robbie na categoria de Melhor Atriz e da diretora Greta Gerwig na categoria de Melhor Diretor(a) no Oscar 2024 gerou muitas críticas, sendo considerada uma das maiores injustiças da premiação.  Apesar disso, Margot Robbie disse que não ficou triste por não ter sido indicada.

## Temas e análise
No filme dirigido por Greta Gerwig, temas feministas, de construção social e existencialistas são explorados profundamente. Ao contrário da visão superficial frequentemente associada à boneca, o filme lança um olhar crítico sobre os construtos de gênero, expondo as dicotomias de uma sociedade patriarcal representada pelo mundo real e uma sociedade matriarcal retratada pelo mundo da Barbie. Enquanto alguns críticos interpretaram o filme como uma sátira ao capitalismo, sua verdadeira essência reside na análise perspicaz das expectativas e pressões colocadas sobre as mulheres e homens em ambas as realidades. Ao combinar elementos metafóricos e representações literais, Gerwig criou uma obra que desafia convenções e questiona as normas de gênero profundamente enraizadas em nossa sociedade.

### Filosofia
Barbie tem sido caracterizado por explorar temas do existencialismo. Lucy Bord, da GQ, escreveu que o filme "reflete sobre a própria ideia do que nos torna humanos, a ideia do 'outro', se existe realmente autonomia ou se somos todos simplesmente peões a serem apanhados e descartados quando não somos mais úteis". Bord observou que Barbie e Ken fazem jornadas "opostas, mas iguais" de autodescoberta, depois de se aventurar no mundo real e aprender que é uma sociedade patriarcal opressiva em oposição à utopia matriarcal que é a Barbielândia, e ficam "presos na mira de ser senciente e ideia de outra pessoa, lutando contra o livre arbítrio e as onipresentes regras predeterminadas sobre onde ir e como agir".
Na Vogue India, Varya Srivastava aplicou os conceitos Beauvoirianos de existencialismo e individualismo à Barbie, argumentando que "o individualismo faz você questionar as normas e expectativas da sociedade [...] Mesmo para a Barbie, isso já está fermentando há algum tempo. Ela tentou ser inclusiva e representativa. Ela tentou reconhecer a crítica feminista e agora tem empregos como presidente, cientista, médica. Mas o fardo de ser um modelo em um mundo que questiona a moralidade e abraça a multiplicidade é muito. O existencialismo prospera nessa lacuna entre o que é e o que deveria ser". O professor de filosofia da Clark University, Wiebke Deimling, comparou uma cena do filme, na qual Barbie tem que fazer uma escolha entre voltar para sua vida perfeita na Barbielândia ou aprender a verdade sobre sua existência no mundo real, com a máquina de experiência, um experimento mental do filósofo estadunidense Robert Nozick. Diemling também observou que o gênero na Barbielândia é performativo, observando como os Kens se comportam antes e depois do estabelecimento do patriarcado.
Alissa Wilkinson, da Vox, comparou Barbielândia ao Jardim do Éden bíblico, com Barbie e Ken como paralelos invertidos de Adão e Eva. Ela viu a primeira impressão de Barbie e Ken "de que de repente eles estão constrangidos e conscientes de serem olhados" no mundo real como a versão do filme do pecado original. The Paper, uma publicação chinesa, comparou a súbita consciência da morte de Barbie ao momento em que Sidarta Gautama deixou o palácio de seu nascimento e soube pela primeira vez do sofrimento e da morte, o que acabou levando à sua iluminação.

### Feminismo
Katie Pickles, do site The Conversation, observou que Barbie mostrou como o matriarcado pode ser "tão ruim" quanto o patriarcado, sendo os Kens o sexo objetificado e excluído na Barbielândia. Pickles comenta ainda que os verdadeiros heróis eram os párias da história, como Barbie Estranha e Allan, que desprogramaram as Barbies de tolerar o status quo. Ela acredita que isso se alinha com a concepção de feminismo de Gerwig, onde "todos ficam sob a luz do sol".
Jack Butler, da National Review, rejeitou a percepção geral do público conservador sobre o filme como um "argumento raso, odioso e repulsivo" e ao argumentar que o filme é uma "sátira pós-feminista de como as feministas imaginam como é um mundo perfeito e de como elas imaginam que é o domínio masculino", observou que no mundo real, "Ken é rejeitado em todas as suas tentativas de se juntar à hierarquia masculina que supostamente domina o mundo. Ele deve retornar à Barbielândia para instituí-la; o que ele institui lá é tão raso que desmorona quase tão rapidamente quanto é montado. Enquanto isso, embora a Barbie de Robbie restaure o domínio feminino na Barbielândia, ela opta por não ficar lá, optando por se tornar totalmente humana".

### Masculinidade
Dr. Nicholas Balaisis afirmou para o Psychology Today que Barbie fornece um "retrato relativamente nuançado da masculinidade" em dois casos que ressoam com questões e preocupações frequentes na psicologia clínica e na terapia: No primeiro caso, que diz respeito à "supervalorização do olhar e da atenção da mulher sobre o senso masculino de autoestima e até mesmo um senso existencial de identidade", Ken se volta para a expressão patriarcal e o domínio masculino "sobre outros homens, mulheres ou objetos" porque ele não recebe a "sensação de atratividade, valor e autovalor geral" que deseja do olhar e da atenção de Barbie. No segundo caso, que diz respeito à "relação com a vergonha ou solidão existencial e a conversão ao sexo como calmante", quando Barbie se aproxima de Ken no terceiro ato do filme em busca de consolo, ele interpreta isso como uma investida sexual e tenta beijá-la, que o Dr. Balaisis comparou a "da mesma forma que a vergonha pode rapidamente se transformar em ressentimento e raiva, aqui vemos a solidão e a angústia existencial sendo convertidas em um apelo sexual - para que o sexo resolva e resolve esses sentimentos ruins".
Megan Garber, escrevendo para o The Atlantic, achou que Ken e sua jornada de autodescoberta "imita a adolescência" e observou: "Como qualquer adolescente, Ken está descobrindo quem ele é e experimentando as possibilidades do mundo em busca de tamanho. Mas sua imaturidade não é contida, e esta é sua problema. Sua abordagem adolescente do mundo, em vez disso, se inflige a todos os outros". Garber concluiu que Ken incorpora uma "ideia central" no filme "que o patriarcado é uma forma profunda de imaturidade". Eliana Dockterman, da revista Time, observou que a radicalização de Ken se assemelha ao movimento dos direitos dos homens, particularmente em seus "sentimentos de emasculação" e evangelização do patriarcado. Como uma inversão do tropo do felizes para sempre, Ken não "pega a garota" e tem que encontrar sua própria felicidade independente da Barbie.

## Impacto cultural
Um estudo divulgado pela JAMA em julho de 2024 mostrou que houve um aumento de busca por ginecologistas após o lançamento do filme, indicando que "foi demonstrado que a cultura popular influencia os comportamentos de saúde entre o público em geral".